# Nuno Rebocho
Nuno Rebocho (1945, Queluz, Sintra, Portugal - 12 de Janeiro de 2020) foi um escritor e jornalista português. Participou activamente na luta contra a Estado Novo de Salazar, chegando a ser preso durante cinco anos, por motivos políticos, na cadeia do Forte de Peniche.

## Carreira
Iniciou sua carreira na página juvenil do Diário de Lisboa, em 1963.
Foi redactor da revista O Tempo e o Modo e da Grande Enciclopédia Portuguesa e Brasileira, porém só viria a ingressar no jornalismo profissional em abril de 1974 em jornais diários como o Jornal Novo, Tribuna, jornal da cidade do Porto, A Tarde", "Jornal de Economia", "O Século"; e em semanários - "Vida Mundial", "Novo Observador", "O Sinal", "Dez de Junho", "Ideal". E também em revistas especializadas - "Pesca & Navegação", "TT-Todo o Terreno", "Motor" (foi director do suplemento de Turismo). Presença activa na imprensa regional - "Notícias da Amadora", "Comércio do Funchal", foi chefe de redacção de "Aponte" (Montijo) e "A Nossa Terra" (Cascais).
Desempenhou funções diversas - redactor principal, chefe de secção, sub-chefe de redacção, chefe de redacção. Em 1989 enveredou pelo jornalismo radiofónico, colaborando com Moliceiro FM (Aveiro), cronista da Rádio Comercial (programa de Turismo, de Carlos Amorim; programa de Rui Castelar) e de comentador. Ingressou na RDP (Radiodifusão Portuguesa), destacado para a Guarda durante um ano. Depois, foi editor, chefe do departamento de Informação Especial e chefe de redacção da RDP - Antena 2. Integrou conselhos de redacção e a Comissão de Trabalhadores da empresa radiofónica.
Em Cabo Verde, colaborou com o semanário "Horizonte", com "Expresso das ilhas" e com "Liberal on-line" (de que é delegado em Lisboa). Integrou os órgãos dirigentes da AJEPT, Associação de Jornalistas Portugueses de Turismo. Participou com poesia no tríptico de serigrafias de Silva Palmeira "A Lisboa", Centro Português de Serigrafias. Lisboa 1997. Foi comissário da Bienal do Mediterrâneo, Dubrovnik, Croácia, 1999.
Enquanto animador cultural, organizou A Festa da Poesia, na Galeria Artdomus, S. Pedro de Sintra em 2000-2001; As Noites da Liberdade, na Biblioteca Museu da República e Resistência, Lisboa em 2005; A Poesia à Mesa, no restaurante Panela de Barro, Carnaxide em 2006. Foi vice comissário da Festa da Poesia - Encontros de Poetas Portugueses, na Figueira da Foz em 2003/4/5. Organizou o Dia Mundial da Poesia, em 2006, em Penamacor. Participou nas Jornadas Poéticas de Artiletra (Cabo Verde), 2007; em Correntes d'Escrita, Póvoa do Varzim, 2007; na I Bienal de Cultura Lusófona-Encontro de Culturas, Malaposta-Odivelas 2007. Foi membro efectivo da AVSPE (Academia Virtual Sala dos Poetas e Escritores).
Faleceu em 12 de Janeiro de 2020, após doença prolongada.

## Obra literária

### Romance
- A Segunda Vida de Djon de Nha Bia (2010)

### Poesia
- Breviário de João Crisóstomo (1965)
- Uagudugu (1994)
- O Onanista (1994)
- Um Poema a Lenine (1994)
- Manifesto (Pu)lítico (1995)
- Memórias de Paisagem (1996)
- A Invasão do Corpo (1997)
- Santo Apollinaire, meu santo (1997)
- Xblung Cascais (1997);
- A Nau da India (1999)
- A Arte de Matar (2001)
- Cantos Cantábricos (2002)
- Poemas do Calendário (2003)
- Manual de Boas Maneiras (2005)
- A Arte das Putas (2006)

### Colectâneas e Antologias
- Desintegracionismo (1965)
- Um Embrulhe Xê D'Area (1998)
- Douro, Percurso de Segredos (2000)
- Ao Porto (2001)
- Gabravo (2002)
- Choque e Pavor (25 Poemas contra a guerra no Iraque) (2003)
- Palabras (Poemas para el Festival) Ayamonte (2003)
- Quatro poetas dentro de uma garrafa à deriva no oceano (2004)
- Na Liberdade (2004)
- Algarve, todo o mar (2006)
- Roda Mundo 2006 (2006)

### Livros de crónicas
- Estórias de Gente (2003)
- Estravagários (Crónicas Alentejanas) (2007)

### Outros
- O 18 de Janeiro de 1934 (1974)
- A Frente Popular Antifascista em Portugal (1975)
- A Companhia dos Braçais do Bacalhau (1986)

### Jornais
Tem trabalhos e publicações dispersos em jornais e revistas como:
- NON (revista on-line)
- Plágio
- TriploV
- Acontece em Sorocaba
- Expresso das Ilhas
- Liberal
- Revista Alentejana
- Almanaque Alentejano
- Lusografias
- Tribuna do Douro
- Callipole